# Super Monkey Ball (datorspel)
Super Monkey Ball är ett plattformspelspel som utvecklats av Amusement Vision och publicerat av Sega. Spelet debuterade i Japan på Trade Show-programmet 2001 som Monkey Ball,  ett arkadspel som körs på Sega NAOMI-hårdvara och kontrolleras med en distinkt bananformad analog kontroll. På grund av att Sega's Dreamcast-konsol och företagets efterföljande omstrukturering misslyckades, släpptes en förbättrad version av Super Monkey Ball, som en lanseringstitel för GameCube i slutet av 2001, vilket gav intresse som Segas första spel publicerat för en Nintendo-hemkonsol.